# Дад

Ізольована форма літери

Дад (араб. ‏صاد‎‎‎; д̣а̄д) — п'ятнадцята літера арабської абетки, позначає звук [dˁ].
В ізольованій та кінцевій позиціях дад має вигляд ض; в початковій та серединній — ضـ.
Дад належить до сонячних літер.
Літері відповідає число 800.
Середньовічний арабський лексикограф Файрузабаді назвав арабську мову luġatu l-ḍād «мова даду», оскільки вважав, що цей звук є унікальним і не повторюється в інших мовах. (Насправді ж, він також є у кількох невеликих семітських мовах, наприклад, мегрі.)
В перській мові ця літера має назву «зад» (перс. ضاد), звучить як [z].

## В юнікоді
| Юнікод         | U+0636            |
| Ім'я в юнікоді | ARABIC LETTER DAD |
| HTML           | &#1590;           |
| ISO 8859-6     | 0xd6              |